# La Estancia de Nanchititla
La Estancia de Nanchititla, ibland bara La Estancia, är ett samhälle i kommunen Luvianos i delstaten Mexiko i Mexiko. La Estancia de Nanchititla hade 181 invånare vid folkräkningen år 2020.